# Opera
Ópera je glasbeno scensko delo, pri katerem nastopajoči pojejo, igrajo ter plešejo, spremlja pa jih orkester. Opera je kombinacija dramatične zgodbe, glasbe in petja, scene, luči, kostumov, posebnih učinkov in pogosto tudi plesa. Hkrati pa z besedo opera označujemo tudi operno hišo, zgradbo (stavbo), kjer se uprizarjajo operna dela.
Operno besedilo se imenuje libreto. Pisec opernega besedila je libretist, pisec glasbe je skladatelj. Note, ki jih uporabljajo pevci in orkester se imenujejo partitura. Opera ima več delov, npr. uvertura (uvodna glasba), arija (operni spev enega pevca), ter dejanja in prizori.
Beseda opera izhaja iz latinske besede opus, ki pomeni »delo«.

## Operni pevci
Pri operi pojejo in nastopajo operni pevci, ki se delijo na več tipov glasov. Najvišji med vsemi je ženski sopran, najnižji pa moški pevski glas bas.
Sopran je najvišji péti glas. Ta glas pojejo predvsem ženske ter mladi dečki. Sopran pogosto pojejo junakinje oper.
Mezzosopran je srednje visoki ženski glas. V operi ga pojejo starejši ženski liki, kot npr. matere, zapeljive junakinje,... 
Alt je najnižji ženski glas. Liki s takim glasom so predvsem stare ženske ter čarovnice.
Tenor je najvišji moški glas v večini oper. Po navadi je lik s tem glasom heroj oz. oseba v katero je zaljubljena junakinja.
Bariton je srednji moški glas. Ta glas po navadi pooseblja zločinca.
Bas je najnižji moški glas. Ta glas v resnih operah pooseblja določeno starost in modrost, pri komični operi pa predstavlja starejšo smešno osebo.
Za opero so poleg opernih pevcev pomembni tudi scenografi, kostumografi, orkester,... in seveda skladatelj. Zelo so pomembni za uspeh opere, saj je od njih odvisna vsebina, dogajanje, prizorišče dogodkov,... Opera je torej skupek truda in dela mnogih ljudi.

## Začetki opere
Vemo, da je prvo opero napisal italijanski skladatelj Jacopo Peri, imenovala se je Dafne, prvič pa so jo izvedli v Firencah leta 1597. 
Italijanska beseda opera izhaja iz latinskega glagola operare, ki pomeni »delati«. Zato se bi naj beseda opera uporabljala kot oznaka za katerokoli opravilo, dejanje, umetnino ali literarno delo. Tako je imela beseda opera že od samega začetka vsesplošen pomen, šele po preteku par stoletij je pomen prešel iz splošnega dela na scensko glasbeno-gledališko delo. Opera nastane na prelomu renesanse in baroka.  
Skupina umetnikov se je okoli leta 1600 začela zbirati v Firencah. Ukvarjala se je z vlogo glasbe v grški tragediji ter izumila način petja, v katerem so se toni in ritmi ujemali z besednimi podatki. Sprva je besedilo spremljal samo čembalo.
Veliki mojster madrigala Claudio Monteverdi je prevzel ta način petja, a ga je kombiniral z madrigalom in tako ustvaril osnovo za arije. Uveljavil je splošno operno formulo: pete solistične arije, dueti in večji ansambli, čvrsti zbori, inštrumentalne uverture ter medigre, ki spremljajo spreminjanje odrske scene. Monteverdi je napisal operno mojstrovino z naslovom Orfej leta 1607. V Firencah in Benetkah se je opera zelo uveljavila leta 1637. Orkestri so se povečali in postajali za opero čedalje pomembnejši.
Opera je pognala globoke korenine tudi v Italiji. Najbolj znan skladatelj je bil Jean-Baptiste Lully, Francoz Jean-Philippe Rameau pa je širil opero v Franciji. Ludvik XIV. je bil operi zelo naklonjen, zato se je v Franciji hitro razširila.
Angleško opero pa je razvil Henry Purcell, ki je napisal prvo pristno angleško opero z naslovom Dido in Enej.
Nemški skladatelj Georg Friedrich Händel je napisal veliko oper, med najbolj znanimi pa je opera Rinaldo. 
Okoli leta 1740 je zanimanje za opero začelo upadati. Čeprav opera gledalcem ni bila več zanimiva, so skladatelji še zmeraj vztrajali in pisali nove.
Glasbena scena se je preselila na Dunaj, saj se je pojavil Mozart, ki je pisal genialne opere. Tako je opera spet zaživela.

## Skladatelji (izbor)

### Wolfgang Amadeus Mozart (1756–1791)
V Mozartovem obdobju (konec 18. stoletja) se je opera razdelila v tri smeri. Prva je bila klasična (opera seria), v kateri so nastopali bogovi in junaki. Njeno bolj sproščeno nasprotje je bila komična opera (opera buffa) v kateri so bili upodobljeni liki iz italijanskega meščanskega življenja. Gledalcem pa je bila všeč spevoigra (singspiel), ker je bila peta in govorjena v domačem oziroma nemškem jeziku.
Mozart je bil pravi čudežni otrok, ki je že pri dvanajstih letih napisal svojo prvo komično opero. Njegove najbolj znane komične opere pa so Figarova svatba, Don Juan in Take so vse. Vendar je pisal vse tri smeri opere. postal dunajska moda in vsi so si po ulicah žvižgali njegove napeve. Mozartovo najbolj globoko delo pa je Čarobna piščal.

### Gioacchino Rossini (1792–1868)
V 19. stoletju je bila opera zelo priljubljena. Vedno bolj pomembni so postajali vokali, vsebina oper pa čedalje manj. Operni pevci so postali zvezdniki. Ena izmed njih je bila tudi Rossinijeva žena.
Rossini je ustvarjal vse tri vrste oper, njegove najboljše pa so bile komične, v katerih je opisoval humorno stran življenja. Njegova najslavnejša in največkrat izvajana opera sploh je bila Seviljski brivec. Rossinijeva zadnja opera je bila Viljem Tell.

### Richard Wagner (1813–1883)
Wagner je napisal verjetno največji ustvarjalni napor enega samega človeka, to delo se imenuje Nibelunški prstan. Ta opera traja kar štiri dni po štiri ure. Wagner je bil pomemben predvsem za uveljavitev in razvoj nemške opere. V zadnjem Wagnerjevem delu Parsifal se do popolnosti spajajo besede, glasba, kostumi in scena.

### Giuseppe Verdi (1813–1901)
Slaven je postal z opero Nabucco, ki so jo tisti mesec prvič uprizorili v operi La Scala v Milanu, v trenutku je postala uspešnica. Pri Verdiju so se opere začele in končale s petjem, brez orkestra. V Verdijevih operah je imel orkester spremljevalno vlogo, ne pa vodilne.
Vse Verdijeve opere so polne živega dogajanja, mnoge njegove melodije pa so tako znane, da so postale superklasika. Znana uspešnica je na primer velika koračnica iz Aide. Verdi je celo plačeval lajnarjem na ulici, da je ne bi igrali.
Ko je umrl, se je na milanske ulice zgrnilo več kot dvesto tisoč ljudi. Med pogrebnim sprevodom je množica nežno brundala napev iz njegove opere Nabucco, ki je tako prevzel njihove dedke in babice skoraj šestdeset let pred tem.
V 19. stoletju pa je bila tudi zelo znana opera Georgesa Bizeta, ki govori o ciganki Carmen.

## Dvajseto stoletje
Opera je dandanes to, kar je zmeraj bila – splet umetnosti, odrske obrti in velikih poslov. Nove skladbe oziroma opere niso tako priljubljene kot starejše uspešnice. Ena redkih oper, ki je resnično uspela v dvajsetem stoletju, je bila opera Vojček, ki jo je napisal Alban Berg. 
Moderna tehnologija se je dodobra zasidrala že tudi v samih opernih hišah z najrazličnejšimi scenskimi, video in avdioefekti. 
Med najbolj znanimi opernimi pevci današnjega časa je tenorist Luciano Pavarotti.
V Sloveniji imamo dve operni hiši, in sicer Ljubljansko in Mariborsko opero. 
V svetu pa so najbolj znane opere v Milanu (La Scala), Sydneyju, na Dunaju, v New Yorku (Metropolitanska opera), v Londonu (Covent Garden) in v Buenos Airesu (Teatro Colon).